# Fabryka Kosmetyków „Miraculum”

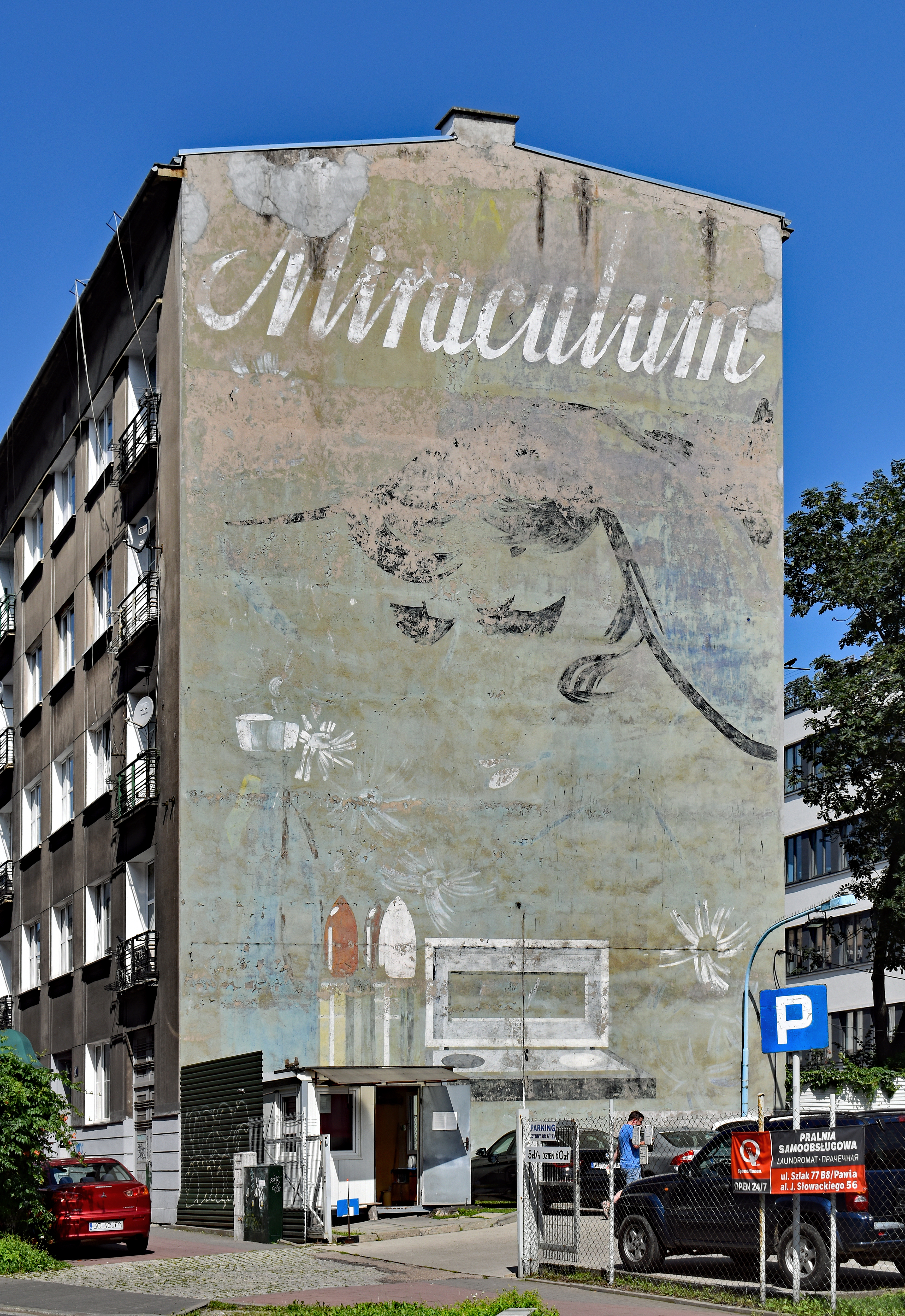
Mural reklamowy fabryki.
Kraków ul. Worcella 10. Projektował Jan Suchowiak.

Fabryka Kosmetyków „Miraculum” – dawne polskie przedsiębiorstwo kosmetyczne z siedzibą w Krakowie przy ul. Zabłocie 21-23 w Podgórzu na Zabłociu. Zostało założone w 1924 r.

## Historia
Przedsiębiorstwo założone zostało w 1924 przez krakowskiego lekarza Leona Lustra pod nazwą „Doktora Lustra Preparaty Kosmetyczno-Lekarskie Miraculum”. Z początku produkowało mydła i pasty do zębów. Przez pięć lat rozwinęło się do rozmiaru fabryki, a w 1931 za pudry kosmetyczne zdobyło medal na wystawie światowej w Paryżu. W latach 30. XX w. Miraculum zatrudniało znane postacie do reklamowania wyrobów, m.in. Zofię Batycką, Miss Polonia i wicemiss Europy oraz Hankę Ordonówną. W tym czasie przedsiębiorstwo produkowało m.in. kremy depilacyjne, dezodoranty i pudry, a produkty znajdowały się w kategorii luksusowych – „krem hormonowy Miraculum” kosztował 72 zł, równowartość połowy miesięcznej pensji urzędniczej. Miraculum było również przedstawicielem na Polskę przedsiębiorstwa Chlorodont, producenta pasty do zębów. W 1939 przedsiębiorstwo zostało sprzedane, a nazwą zmieniono na „Przemysł Lekarsko-Kosmetyczny MIRACULUM S.A. w Krakowie”. Przedsiębiorstwo działało do lutego 1940.
Po II wojnie światowej Miraculum upaństwowiono. W pierwszych powojennych latach produkowało m.in. krem ochronny dla robotników i pierwszy powojenny szampon w płynie. W 1971 rozpoczęto produkcję perfum Pani Walewska. Twarzą kampanii reklamowej została Beata Tyszkiewicz. W 1977 przedsiębiorstwo rozpoczęło produkcję kosmetyków dla mężczyzn pod marką Brutal. W roku 1986 zapadła decyzja o tworzeniu przedsiębiorstw polsko-radzieckich. Pierwszą wspólną firmą była Polsko-Radziecka Fabryka Wyrobów Chemii Gospodarczej i Perfumeryjno-Kosmetycznych – Przedsiębiorstwo Międzynarodowe Miraculum w Krakowie, a rząd ZSRR dysponował 40 procentami udziałów. Miraculum okazało się być jedynym łączonym przedsiębiorstwem, na przeszkodzie stanął rozpad Związku Radzieckiego. Planowano uruchomienie pięciokrotnie większej produkcji.
Fabryka była producentem takich marek jak m.in.: „Pani Walewska” i „Brutal”.
W 1996 Miraculum sprywatyzowano, a rok później spółka zadebiutowała na Giełdzie Papierów Wartościowych. W 2003 Miraculum zostało przejęte przez grupę Kolastyna. W 2009 przedsiębiorstwo odczuło skutki kryzysu i miało 79 mln zł długów. Ogłoszono upadłość. Budynki fabryki sprzedano deweloperowi i na ich miejscu powstało blokowisko.